# Кліт-травоколірник мінливий

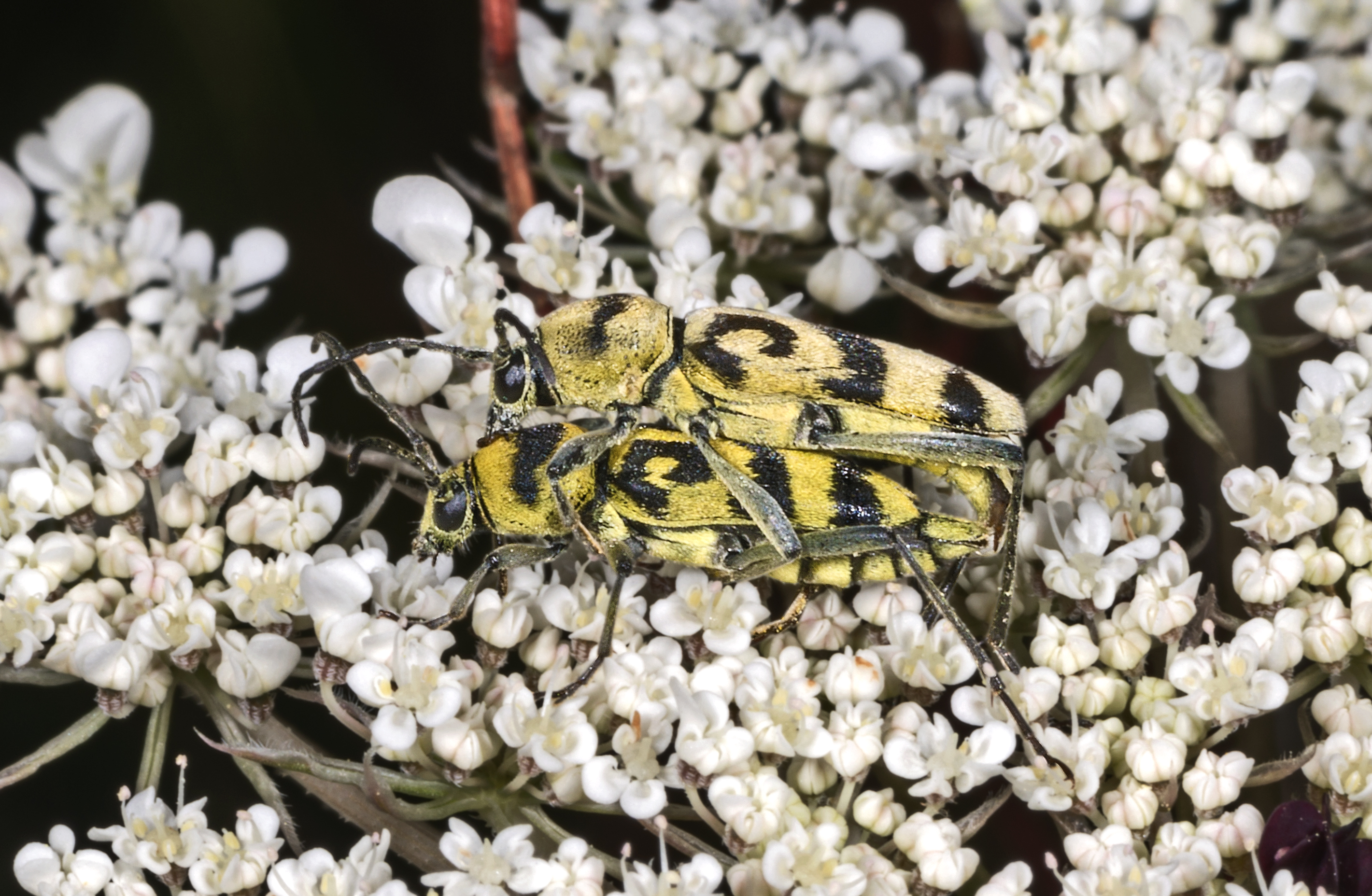

Кліт-травоколі́рник мінли́вий (лат. Chlorophorus varius (O.F. Müller, 1766 = Callidium c-duplex Scopoli, 1787 = Callidium varium (Müller) Fabricius, 1776 = Leptura nigrofasciata Goeze, 1777 = Leptura verbasci Linnaeus, 1767) — вид жуків з родини вусачів.

## Хорологія
Хорологічно Ch. varius є пан'європейським видом у складі європейського зооґеографічного комплексу. Ареал охоплює Європу за винятком Скандинавії, Кавказ, Закавказзя, Північний Іран, Малу Азію та Близький Схід. В регіоні Українських Карпат вид зустрічається в передгірних районах в зоні листяних та мішаних лісів. На Передкарпатті його поширення є дуже спорадичним, а на Закарпатті – це звичайний, часто масовий вид.

## Екологія
Комахи відвідують квіти. Літ триває з травня по вересень. Личинка розвивається в деревині більшості листяних дерев та чагарників, іноді заселяє здерев’янілі частини багаторічних трав’янистих рослин.

## Морфологія

### Імаго
Ch. varius – вид невеликих розмірів, довжина його тіла коливається в межах 8-16 мм. Тіло вкрите густими світлими зенувато-жовтими волосками, які утворюють загальний фон так, що виникає враження, наче жук світлий з чорним малюнком. Волосяний покрив приховує скульптуру тіла. Передньоспинка із широкою чорною волосяною смугою впоперек середини диска. Надкрила з двома чорними перев’язями за серединою і дужковидною смугою довкола плечового горбика. Ноги і вусики вкриті дуже дрібними сіруватими волосками.

### Личинка
Личинка білуватого кольору, вкрита короткими жовтими або рудими волосинками. Мандибули з поперечною боріздкою, забарвлені в чорний колір. З кожної сторони голови наявно по одному маленькому вічку. Пронотум в основній частині з дрібними поздовжніми боріздками і глибшою серединною боріздкою. В личинок раннього віку немає ніг, а у дорослої личинки наявні рудиментарні ноги.

## Життєвий цикл
Розвиток триває 2-3 роки.

## Підвиди
Підвид Chlorophorus varius damascenus Chevrolat, 1854 — розповсюджений на Близькому Сході і в Малій Азії;
Підвид Chlorophorus varius varius (O.F. Müller, 1766) — розповсюджений у Європі та на Кавказі.